# Шент Јанж при Радљах
Шент Јанж при Радљах (словен. Šent Janž pri Radljah) је насељено место у општини Радље об Драви, Корушка регија, Словенија.

## Историја
До територијалне реорганизације у Словенији био је у саставу старе општине Радље об Драви.

## Становништво
У попису становништва из 2011. године, Шент Јанж при Радљах је имао 274 становника.
| Број становника према пописима | Број становника према пописима | Број становника према пописима |
| ------------------------------ | ------------------------------ | ------------------------------ |
| 1991                           | 2002                           | 2011                           |
| 230                            | 218                            | 274                            |

Напомена: Од 1955. до 1993. исказивано под именом Сухи Врх при Радљах.

## Галерија
- пејзаж
- шумски пут